# Criticón
Criticón, publicada con el subtítulo Revue consacrée à la littérature et à la civilisation du Siècle d'Or espagnol, es una revista editada en París desde 1978, vinculada al hispanismo. De aparición cuatrimestral, su campo de interés gira en torno al Siglo de Oro (desde los Reyes Católicos a la llegada de los Borbones). Redactada en castellano, ofrece al año tres números de unas 200 páginas cada uno. Tiene dos orientaciones principales: por una parte, publicar estudios de investigadores jóvenes y, por otra, cumplir con el papel antaño desempeñado por la Revue Hispanique, es decir, acoger los trabajos de erudición en el campo de la filología. Alterna números monográficos (1 o 2 de los tres anuales) y Varia.

## Historia
Editada en Toulouse por la Universidad de Toulouse Jean Jaurès, fue fundada en 1978 por los hispanistas Robert Jammes, experto en la figura de Luis de Góngora, y Marc Vitse. Jammes sería su primer director, en un proyecto que se sentía heredero de la Revue Hispanique, editada en Burdeos entre 1894 y 1933. También la revista estadounidense Hispanic Review es considerada una continuación de la Revue Hispanique.